# Jurij Vega
Barun Jurij Bartolomej Vega (njemački: Georg Freiherr von Vega, latinski: Georgius Bartholomaei Vecha), slovenski matematičar i artiljerac, rođen je 23. ožujka 1754. u Zagorici kod Dolskog,  Slovenija (tada Kranjska, Austrija) kao Jurij Veha, a umro je rujna 1802. u Nussdorfu pored Beča.
Vega se školovao u isusovačkoj gimnaziji i liceju u Ljubljani; istu školu je tada pohađao i Anton Tomaž Linhart, poznati slovenski dramski pisac, pjesnik i povjesničar. Poslije škole radio je na nacrtima za reguliranje Save i Ljubljanice, a Ljubljanu je napustio pet godina nakon diplomiranja i 1780. godine stupio u vojsku kao profesor matematike na bečkoj školi za artiljerce. U to vrijeme je promijenio prezime u Vega i oženio 16. godišnju češku plemkinju Jožefu Svoboda.
Sudjelovao je u mnogim ratovima. U 1788. ratovao je u Austrijsko-turskom ratu pod austrijskim feldmaršalom Gideonom Laudonom u bici protiv Turaka za Beograd. Njegovo zapovjedništvo nad baterijama minobacača, i znanje o trajektorijama je znatno pomoglo da se osvoji Kalemegdan. Između 1793. i 1797. Vega je ratovao protiv francuskih revolucionara pod zapovedništvom generala Dagoberta Wurmsera. Ratovao je u Fort Luju, Mannheimu, Mainzu, Wiesbadenu, Koelnu i Dicu. 1795. po njegovim nacrtima su napravljena dva 13,6 kg minobacača s borbenim radijusom skoro 3 km; stari minobacači su imali radijus djelovanja manji od 1,8 km.
Objavio je mnoštvo knjiga s logaritamskim tablicama; prvu 1783. Mnogo kasnije, 1797 godine, usliedilo je drugo izdanje i sa zbirkom integrala i drugim korisnim formulama. Njegov Priručnik, prvi put objavljen 1793, kasnije je preveden na mnoge jezike i izdat u ukupno preko 100 izdanja.
U 1781. se zalagao za uvođenje metričkog sustava u Habsburškoj monarhiji, ali u tome nije uspio. Metrički sustav je uveo Franjo Josip I tek u 1871.
Napisao je najmanje šest znastvenih članaka i 20. kolovoza 1789. postigao svjetski rekord u računanju broja pi na 140 decimala, od kojih je 137 bilo ispravno. Svoju kalkulaciju je proslijedio Ruskoj akademiji znanosti u Sankt Peterburgu, kada je pronašao grešku u računanju broja pi Tomasa de Lagnija iz 1719, a članak je objavljen šest godina kasnije. Vega je držao taj rekord 52 godine.
Jurij Vega je bio član Akademije praktičnih nauka u Mainzu, Fizičkog i matematičkog društva iz Erfurta, Bohemijskog naučnog društva iz Praga i Pruske akademije nauka iz Berlina. Bio je i pridruženi član Britanskog naučnog društva u Goettingenu. Za svoje vojne rezultate dobio je orden Marije Terezije 1796 godine, a za vojne zasluge nasljednu titulu baruna s pravom na svoj grb, 1800.
Vegino beživotno tijelo pronašli su u Dunavu 26. rujna 1802. pored Nussdorfa. Slučaj nikad nije razjašnjen, ali po nekim teorijama ubio ga je neki mlinar.
U Sloveniji svake godine se učenici i učenici natječu za „Vegovo priznanje“. Jurij Vega se nalazi i na slovenskoj novčanici za 50 tolara i na prigodnoj poštanskoj marki.